# Ammobates hipponensis
Ammobates hipponensis là một loài Hymenoptera trong họ Apidae. Loài này được Pérez mô tả khoa học năm 1902.